# Леманнвілл (Луїзіана)
Леманнвілл (англ. Lemannville) — переписна місцевість (CDP) в США, в округах Ассансьйон і Сент-Джеймс штату Луїзіана. Населення — 695 осіб (2020).

## Географія
Леманнвілл розташований за координатами 30°6′3″ пн. ш. 90°55′45″ зх. д. / 30.10083° пн. ш. 90.92917° зх. д. (30.100735, -90.929079).  За даними Бюро перепису населення США в 2010 році переписна місцевість мала площу 3,29 км², з яких 2,61 км² — суходіл та 0,68 км² — водойми.

## Демографія
Згідно з переписом 2010 року, у переписній місцевості мешкало 860 осіб у 118 домогосподарствах у складі 90 родин. Густота населення становила 261 особа/км².  Було 139 помешкань (42/км²).
Расовий склад населення:
| - 70,2 % — чорних або афроамериканців - 29,4 % — білих |

До двох чи більше рас належало 0,3 %. Частка іспаномовних становила 1,0 % від усіх жителів.
За віковим діапазоном населення розподілялося таким чином: 18,7 % — особи молодші 18 років, 77,5 % — особи у віці 18—64 років, 3,8 % — особи у віці 65 років та старші. Медіана віку мешканця становила 30,5 року. На 100 осіб жіночої статі у переписній місцевості припадало 238,6 чоловіків;  на 100 жінок у віці від 18 років та старших — 267,9 чоловіків також старших 18 років.
Середній дохід на одне домашнє господарство  становив 29 838 доларів США (медіана — 26 597), а середній дохід на одну сім'ю — 31 711 долар (медіана — 26 840). За межею бідності перебувало 3,7 % осіб, у тому числі 10,0 % дітей у віці до 18 років та 9,1 % осіб у віці 65 років та старших.
Цивільне працевлаштоване населення становило 69 осіб. Основні галузі зайнятості: освіта, охорона здоров'я та соціальна допомога — 71,0 %, будівництво — 15,9 %, виробництво — 13,0 %.